# Stanisław Kunicki (działacz robotniczy)

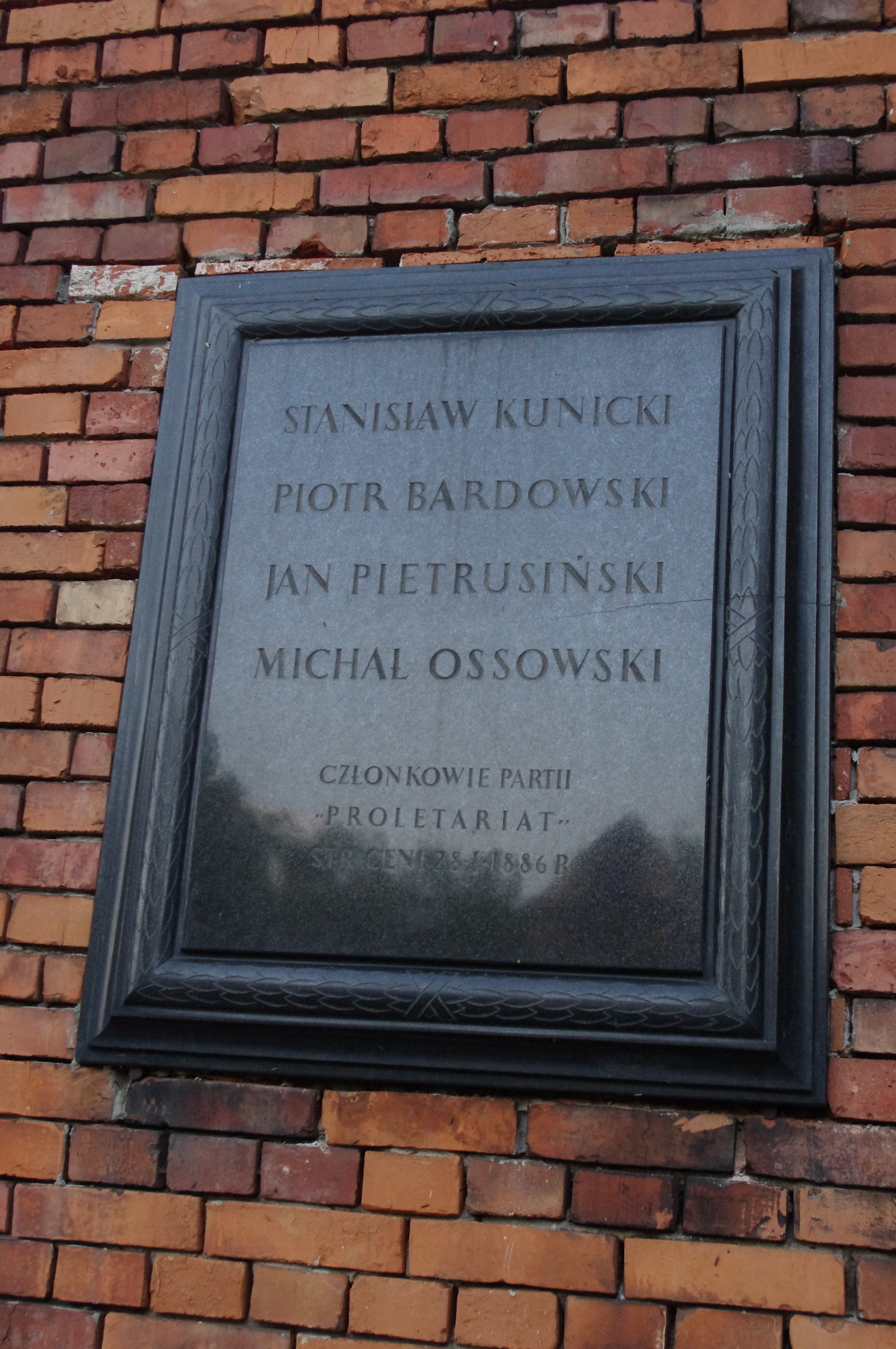
Tablica wmurowana w ścianę Cytadeli Warszawskiej tuż za szczątkami szubienicy, na której w okresie zaborów ginęli bojownicy o wyzwolenie narodowe i przemiany społeczne. Tablica upamiętnia członków partii I Proletariat, straconych 28 stycznia 1886 r.: Stanisława Kunickiego, Piotra Bardowskiego, Jana Pietrusińskiego i Michała Ossowskiego

Stanisław Kunicki ps. Grzegorz, Abram Bendin, Antonowicz, Czarny, Małpa, Rudy (ur. 25 maja?/6 czerwca 1861 w Tyflisie, zm. 28 stycznia 1886 w Warszawie) – polski działacz socjalistyczny i rewolucyjny.

## Życiorys
Syn lekarza wojskowego Czesława oraz Heleny z Popiejków. Brat Ryszarda Pawła i Zofii. Początkowo uczył się w domu, a następnie od 1871 w gimnazjum klasycznym w Tyflisie. Po przejściu ojca na emeryturę w 1878 rodzina przeniosła się do Warszawy. Kunicki pozostał jeszcze w Tyflisie do ukończenia gimnazjum w 1879. Następnie  studiował w Instytucie Inżynierów Komunikacji Cesarza Aleksandra I w Sankt Petersburgu (1879–1883), na czwartym roku został wydalony za nieopłacanie czesnego.
Przez kolegę z Instytutu Sergiusza Degajewa w 1880 został wprowadzony do kółka rosyjskiej Narodnej Woli. działającego na terenie uczelni. Współpracował też z innymi wybitnymi działaczami Narodnej Woli: Wierą Figner, Michaiłem Graczewskim i Ignacym Hryniewieckim. Był także wtajemniczony w przygotowania do zamachu na cara Aleksandra II i udzielał pomocy spiskowcom. Pod koniec 1880 r. wszedł także do kółka polskich studentów-socjalistów: Tadeusza Rechniewskiego, Aleksandra Dębskiego, Stanisława Michalewicza, uczących się na wyższych uczelniach Petersburga. Założyli oni tajne kółko dla wspierania krajowego ruchu socjalistycznego pod nazwą „Ognisko” lub „Rada Sekretna”, które nosiło się z zamiarem utworzenia Polsko-Litewsko-Białoruskiej Partii Rewolucyjnej. 
W lipcu i sierpniu 1882 wraz ze Ludwikiem Waryńskim i Kazimierzem Puchewiczem współtworzył program zakładanej partii Proletariat, który został ogłoszony w październiku tego roku. Od września 1883 do czerwca 1884 był członkiem Komitetu Centralnego „Proletariatu”. Wziął udział w zjeździe wileńskim partii (styczeń 1883) gdzie  reprezentował ośrodek petersburski. Na zjeździe tym dokonano zjednoczenia z partią «Proletariat» wszystkich kółek socjalistów polskich, działających w rosyjskich ośrodkach uniwersyteckich. W kwietniu 1883 ostrzeżony o groźbie aresztowania uciekł do Paryża, ale już od sierpnia działał w Warszawie. Po aresztowaniu większości działaczy „Proletariatu” we wrześniu i październiku 1883 udał się do Petersburga. Tam wraz z Tadeuszem Rechniewskim uczestniczył w przygotowaniach do udanego zamachu Sergiusza Degajewa na inspektora tajnej policji Grigorija Sudiejkina. 
W lutym 1884 podczas zjazdu Narodnej Woli w Paryżu zawarł formalną umowę o współpracy tego ugrupowania z polskim Proletariatem, oznaczało to przejście z walk masowych do indywidualnych aktów terroru. Do kraju wrócił w marcu 1884 r. i objął, wraz z Aleksandrem Dębskim, kierownictwo partii. Z powodu ostrego terroru carskiej policji nie był w stanie odbudować kółek robotniczych. Natomiast udało mu się wydać w nielegalnej drukarni nr 5 organu partyjnego „Proletariat”.  Współzałożyciel pism politycznych: „Walka Klas” i „Proletariat”. Zwolennik w tym czasie stosowania aktów terroru w polityce (metoda walki, którą poznał w „Narodnej Woli”). 
Aresztowany w 28 czerwca 1884 i osadzony w X Pawilonie Cytadeli Warszawskiej. Podczas pierwszych miesięcy pobytu w więzieniu popadł w depresję, a w miesiącach od października do grudnia 1884 r. uległ chwilowemu załamaniu się, z którego jednak przy pomocy towarzyszy szybko się wydobył. Sądzony w procesie 29 proletariatczyków (1885) otrzymał wraz z Piotrem Bardowskim, Janem Pietrusińskim i  Michałem Ossowskim wyrok śmierci. Został stracony 28 stycznia 1886 na stokach Cytadeli.